# Igor Pawlow (Eishockeyspieler)
Igor Walentinowitsch Pawlow (russisch Игорь Валентинович Павлов; lettisch Igors Pavlovs; * 1. Januar 1965 in Lipezk, Russische SFSR) ist ein russischer Eishockeytrainer, der als Spieler auch für Lettland spielberechtigt war und zudem die deutsche Staatsangehörigkeit besitzt.

## Karriere

### Als Spieler
Pawlow begann seine Karriere als Eishockeyspieler in der Sowjetunion, unter anderen für das Team Dinamo Riga, bevor er in der Saison 1992/93 zum ersten Mal nach Deutschland zum EV Landsberg wechselte. Zusammen mit Olegs Znaroks war er in der damaligen Eishockey-Oberliga Süd an der Seite von Jockl Ried und Manni Korb wesentlich dafür verantwortlich, dass die Oberbayern Meister wurden.
Pawlows erster Trainer in Deutschland war der Tscheche Florian Strida. Obwohl Pawlow in seiner ersten Spielzeit mit dem EV Landsberg die Oberligameisterschaft verlor (2:8 / 4:4 gegen Frankfurt), konnte man in den Aufstiegsspielen die Oberhand behalten und schaffte in der Qualifikation gegen den SC Riessersee den Sprung in die 2. Bundesliga. In der Saison 1993/94 spielte er zusätzlich zum EV Landsberg kurz auch für Vítkovice.
Aufgrund seines Aufenthaltes in Riga erhielt Pawlow 1996 den lettischen Pass und war fortan für Lettland spielberechtigt. Später erhielt er zudem einen deutschen Pass.
Mit Aleksandrs Kerčs und Igor Pawlow spielten in der Saison 1996/97 zwei Spieler in der Hacker-Pschorr-Liga-Mannschaft, die mit Nationalmannschaft Lettlands den Aufstieg in die A-Gruppe der WM geschafft und bei der WM 1997 Deutschland mit 8:0 geschlagen hatten. Im Sommer 1998 wechselte Igor Pawlow vom EV Landsberg zum EHC Freiburg in die Bundesliga 1998/99. Dabei musste er sich mit seiner Mannschaft des EHC Freiburg aufgrund der sportlichen Krise mit starker Kritik auseinandersetzen. Pawlow spielt in der Zeit in Freiburg mit Oļegs Znaroks, Tobias Samendinger und David Sulkovsky in einer Angriffsreihe. Trainer in Freiburg war damals Thomas Dolak senior. Schon im Sommer 1999 wechselte er zum EV Landsberg zurück, der in die Regionalliga abgestiegen war. Zuletzt spielte er in der Saison 2000/01 bei den Revierlöwen Oberhausen.

### Als Trainer
Seine ersten Erfahrungen als Trainer machte er als Co-Trainer bei den Revierlöwen Oberhausen, wo er zusammen mit dem Cheftrainer Peter Draisaitl arbeitete. Ab 2002 arbeitete Igor Pawlow bei den Fischtown Pinguins, zunächst als Assistenztrainer und ab 2004 als Cheftrainer. In den Spielzeiten 2005/06 und 2006/07 wurde er jeweils zum Trainer des Jahres gewählt. Pawlow wurde Ende Oktober 2007 aufgrund des ausbleibenden Erfolgs von seinem Amt als Trainer bei den Fischtown Pinguins entbunden, blieb aber dem Verein zunächst mit Tätigkeiten im Bereich Scouting und Umfeld des Vereins erhalten.
Im Januar 2008 wechselte Pawlow zu den Eisbären Regensburg, wo er die Rolle des Trainers übernahm. In der Saison 2008/09 war er bei den Krefeld Pinguinen als Cheftrainer tätig. Mit den Krefeldern erreichte er das Play-off-Viertelfinale, wo die Mannschaft gegen die DEG Metro Stars ausschied. Im Februar 2009 verlängerte sich sein Vertrag zunächst um ein Jahr bis 2010, als sein Arbeitgeber die entsprechende Vertragsoption zog.
Igor Pawlow handelte zum Ende der Saison 2009/10 eine Auflösung des Vertrages mit den Krefeld Pinguinen aus, weil er auf ein Angebot aus seiner Heimat hoffte. Da dieses nicht zustande kam und die Pinguine Igor Pawlow nicht erneut unter Vertrag nehmen wollten, wechselte Pawlow zu den Kölner Haien. Dort unterschrieb er einen Einjahresvertrag für die Saison 2009/10. Am 2. Dezember 2009 wurden Pawlow und sein Assistent Rupert Meister von ihren Aufgaben als Trainer der Kölner Haie entbunden; die Haie standen zu diesem Zeitpunkt auf dem 13. Tabellenplatz der DEL.
Anschließend arbeitete Pawlow als Taktiktrainer beim HK Sibir Nowosibirsk, bevor er zwischen Oktober und Dezember 2010 beim HK Spartak Moskau als Cheftrainer angestellt war. Nach der Entlassung von Christian Weber wurde Pawlow im Februar 2011 als Cheftrainer bei den Rapperswil-Jona Lakers in der National League A engagiert.
Zur Saison 2012/13 kehrte Pawlow wieder nach Deutschland zurück und erhielt einen Einjahresvertrag beim DEL-Verein Hannover Scorpions. Als er die Mannschaft übernahm, hatten die Niedersachsen die schlechteste Saison seit ihrer Zugehörigkeit zur DEL absolviert und als Tabellenletzter abgeschlossen. Aus diesem Grund wurde auch der Etat gekürzt und Pawlow musste verstärkt junge Spieler in die Mannschaft einbauen. Im Ergebnis erreichten die Hannover Scorpions in der Saison 2012/13 den elften Platz in der Hauptrunde und verpassten nur knapp den Einzug in die Play-offs. Daher wurde im März 2013 der Kontrakt von Igor Pawlow mit den Niedersachsen um ein weiteres Jahr verlängert. Aufgrund der Insolvenz und dem damit verbundenen Verkauf der DEL-Lizenz an die Schwenninger Wild Wings wurde der Vertrag bei den Hannover Scorpions jedoch aufgelöst.
Ab November 2013 war Igor Pawlow Trainer der Heilbronner Falken in der DEL2, ehe er im Dezember 2014 entlassen wurde. Im Januar 2018 kehrte er zu den Eisbären Regensburg in die Oberliga Süd als Nachfolger von Joseph Heiß zurück. Dort wurde er im November 2019 entlassen.